# Can't Stop Me
Singles par Afrojack
I Like (The Remix)
(2012)
Singles par Shermanology
Blessed
(2011)
Can't Stop Me est une chanson du DJ et compositeur néerlandais Afrojack en collaboration avec Shermanology sortie le 2 mars 2012 aux Pays-Bas. La chanson est écrite et réalisé par Afrojack, Andy Shearman, Tearce Kizzo et Dorothy Shearman. Le single se classe dans le top 10 aux Pays-Bas.

## Clip vidéo
Le clip vidéo est en ligne le 1 mai 2012 sur le site de partage vidéo YouTube sur le compte du label de musique électronique Spinnig Records. D'une durée de 3 minutes et 21 secondes la vidéo a été visionné plus de 3 millions de fois.

## Liste des pistes
| 1. | Can't Stop Me (Radio Edit) | 3:21 |
| 2. | Can't Stop Me (Club Mix)   | 6:25 |

## Classement par pays
| Classement (2012)               | Meilleure position |
| ------------------------------- | ------------------ |
| Belgique (Flandre Ultratip 100) | 75                 |
| Belgique (Wallonie Ultratip 50) | 24                 |
| Canada (Hot 100)                | 81                 |
| Pays-Bas (Nederlandse Top 40)   | 8                  |
| États-Unis (Dance Club Songs)   | 24                 |

## Historique de sortie
| Pays     | Date        | Format                 | Label                             |
| -------- | ----------- | ---------------------- | --------------------------------- |
| Pays-Bas | 2 mars 2011 | Téléchargement digital | Wall Recodings / Spinnin’ Records |